# (13610) Lilienthal
(13610) Lilienthal ist ein Asteroid des Hauptgürtels, der am 5. Oktober 1994 vom deutschen Astronomen Freimut Börngen an der Thüringer Landessternwarte Tautenburg (IAU-Code 033) in Thüringen  entdeckt wurde.
Der Himmelskörper wurde am 26. Juli 2000 nach dem deutschen Luftfahrtpionier Otto Lilienthal (1848–1896) benannt, der als erster Mensch erfolgreich und wiederholbar Gleitflüge mit einem Flugapparat (Gleitflugzeug) durchführte.
(13610) Lilienthal gehört der Vesta-Familie an, einer großen Gruppe von Asteroiden, benannt nach (4) Vesta, dem zweitgrößten Asteroiden und drittgrößten Himmelskörper des Hauptgürtels.